# らじお女子
らじお女子（らじおじょし）は、CBCラジオの番組、ナガオカ×スクランブルから誕生したガールズユニットである。プロデューサーは上記番組のパーソナリティでもある永岡歩アナウンサーが2019年9月まで担当していた。2019年10月からは、酒井直斗と太廊が「担任」として参加（2025年現在は担任は酒井のみ）。

## 概要
CBCラジオのかつての番組、ナガオカ×スクランブルからオーディションにより誕生したガールズユニットで、結成当初のメンバーである1期生は全員「ラジオ好き」のリスナーで構成されていた。イベントやライブなどの活動と楽曲を通じて「ラジオの魅力」を伝えるため、精力的に活動を続けている。
グループ名の由来は、「女子」を並べると「好」という字になることから「ラジオ好きの子たちが集まり、彼女たちを通じてラジオを皆さんに好きになってもらいたい。」と考えたということになっているが、これは後付けであると永岡本人は語っている。
2017年6月3日にお披露目公演。それ以降は‘ほぼ’毎週土曜日に名古屋市中区新栄にある中部日本放送会館内のCBC第1スタジオにて、無料の定期公演を行っていた。2020年8月末でCBC会館が改修工事に入ったのに伴い第1スタジオでの公演は休止状態となり、代わってCBC放送センター内のラジオフロアからの配信公演や名古屋市内にある文化小劇場などを会場にして概ね隔週ペースでの公演を行っている。
通常は所属メンバーをTeamAMとTeamFMの2つのチームに分け、交互に公演をおこなうことが基本となっている。その他、数人ずつで構成された派生ユニットでの公演を行うこともある。結成時は17人で活動を開始。以降、参加メンバーの卒業と新メンバー加入で入れ替わりながら、現在は11人で活動をしている。（2023年10 月現在、活動休止中メンバーを含む）
初期のオリジナル楽曲の作詞は当グループのプロデュースをしていた永岡歩が担当しているものが多い。しかしながら公演会場に足を運ぶことは稀で、その代わりに定期公演内のコーナー企画ではナレーターとして登場していた。
2019年秋からはナガオカ×スクランブルの番組終了とともにプロデューサーをしていた永岡歩は当グループの担当を外れる。それと入れ替わる形で、新たにチームごとの「担任」として酒井直斗、工作太朗の両名が加わった。
2018年5月22日からは、ラジオクラウドで配信するラジオ番組形式の音声コンテンツを開始（現在は不定期更新）、現在ではCBCラジオでの地上波番組でパーソナリティも務めている。また有観客公演、ライブ配信、ラジオ出演以外にも、不定期でメンバー各自がSHOWROOMにてライブ配信をおこなっている。
2025年からは担任は酒井直斗のみになっている。

## 年表
- 2017年6月3日  - お披露目
- 2017年11月25日 - 2期生2名が加入
- 2018年7月29日 - 3期生3名が加入
- 2018年9月16日 - 笠原ひかり が3期生として追加加入
- 2018年9月30日 - 杉浦沙映、小松吏穂、岡崎遥の3人で「らじお女子3trees」としてM-1グランプリ名古屋予選に出場し、1回戦を通過[7]。
- 2019年6月よりメンバーのイメージカラーを採用 （詳細は後述のメンバーの項を参照。）
- 2019年7月13日 - 4期生3名が加入
- 2020年8月30日 - 「バイバイ1スタ配信公演」にて5期生2名が加入、およびチーム内のメンバーと担任の入れ替えが発表
- 2020年11月1日 - 「太田あかり生誕祭」にて、桃園えみ が5期生として追加加入
- 2021年5月3日 - 「6期生お披露目公演」にて、6期生2名が加入
- 2021年8月14日 - 「らじお女子無観客配信公演」にて、板野日菜詩 が6期生として追加加入
- 2022年2月23日 - 「7期生お披露目公演」にて、7期生2名が加入
- 2022年4月2日 - ちょっとした発表によりこれまで2色ずつだったイメージカラーを1色づつに統一、理由は分かりにくかったから
- 2022年9月4日 - 「嬉しいお知らせ公演」にて、7期生3名が加入
- 2023年1月8日 - 「年明け公演」にて、七瀬澪香 が7期生として追加加入
- 2023年4月1日 - 「春のファン祭り公演」にて、真野つぐみ が8期生として加入
- 2023年6月3日 - 「6周年記念公演」にて、竹宮ユウ が8期生として加入
- 2024年11月4日 - 「嬉しいお知らせ公演」にて、古澤実歩 が9期生として加入

## メンバー

### TeamAM
チームカラーは青。担任は酒井直斗。
| 名前       | よみ            | 背番号 | メンバーカラー | 所属チーム | 所属チーム | 所属チーム | 所属チーム | 生年月日       | 血液型 | 出身地 | ニックネーム           | 備考 （ユニット名）                                    |
| 名前       | よみ            | 背番号 | メンバーカラー | 1          | 2          | 3          | 4          | 生年月日       | 血液型 | 出身地 | ニックネーム           | 備考 （ユニット名）                                    |
| ---------- | --------------- | ------ | -------------- | ---------- | ---------- | ---------- | ---------- | -------------- | ------ | ------ | ---------------------- | ------------------------------------------------------ |
| 太田あかり | おおた あかり   | 18     | 赤色           | -          | AM         | AM         | AM         | 2001年10月27日 | O型    | 愛知県 | あかり、あっちゃん     | 2期生 (140)、AMキャプテン、CBCラジオ「推シマシ」に出演 |
| 板野日菜詩 | いたの ひなた   | -      | 黒色           | -          | -          | -          | -          | 2004年8月29日  |        | 愛知県 | ひなた、ひなちゃん     | 6期生 STERAθの板野隼之介は弟                           |
| 白川紗彩   | しらかわ さあや | -      | 白色           | -          | -          | -          | -          | 2009年2月22日  |        | 愛知県 | さあやっち、さーちゃん | 7期生                                                  |
| 竹宮ユウ   | たけみや ゆう   | -      | ラベンダー色   | -          | -          | -          | -          | 2009年11月16日 |        | 愛知県 | ユウちゃん、ゆうゆ     | 8期生                                                  |

### TeamFM
チームカラーは赤。担任は2025年現在では設定されていない（2019年から2024年は太廊）。
| 名前     | よみ          | 背番号 | メンバーカラー | 所属チーム | 所属チーム | 所属チーム | 所属チーム | 生年月日      | 血液型 | 出身地 | ニックネーム | 備考 （ユニット名）                   |
| 名前     | よみ          | 背番号 | メンバーカラー | 1          | 2          | 3          | 4          | 生年月日      | 血液型 | 出身地 | ニックネーム | 備考 （ユニット名）                   |
| -------- | ------------- | ------ | -------------- | ---------- | ---------- | ---------- | ---------- | ------------- | ------ | ------ | ------------ | ------------------------------------- |
| 小松吏穂 | こまつ りほ   | 1      | 青色           | FM         | FM         | FM         | FM         | 2000年2月4日  | AB型   | 三重県 | りーちゃん   | 1期生 、3代目リーダー (3trees)        |
| 水野楓奈 | みずの ふうな | 3      | 黄色           | -          | -          | -          | -          | 2002年10月5日 | B型    | 岐阜県 | ふうな       | 6期生。2025年4月からはCBCラジオ社員。 |

### 卒業したメンバー
| 名前         | よみ            | 背番号 | 所属チーム | 所属チーム | 所属チーム | 所属チーム | 所属チーム | 活動期間               | 出身地          | ニックネーム                 | 備考 （ユニット名）                             |
| 名前         | よみ            | 背番号 | 1          | 2          | 3          | 4          | 5          | 活動期間               | 出身地          | ニックネーム                 | 備考 （ユニット名）                             |
| ------------ | --------------- | ------ | ---------- | ---------- | ---------- | ---------- | ---------- | ---------------------- | --------------- | ---------------------------- | ----------------------------------------------- |
| 広瀬はるな   | ひろせ はるな   | 17     | FM         | -          | -          | -          | -          | ～2017年7月            | 愛知県          | はーちゃん、 はるな          | 1期生                                           |
| ゆふみ       | ゆふみ          | 7      | AM         | -          | -          | -          | -          | ～2017年11月           | 愛知県          | ゆふみん                     | 1期生、 ロゴデザイン                            |
| 小嶌えりこ   | こじま えりこ   | 4      | AM         | FM         | -          | -          | -          | ～2018年2月            | 岐阜県          | こじえり                     | 1期生                                           |
| もえ         | もえ            | 9      | FM         | FM         | -          | -          | -          | ～2018年3月            | 三重県          | もえ                         | 1期生、 TeamFMロゴデザイン                      |
| 高梨あまね   | たかなし あまね | 5      | AM         | FM         | -          | -          | -          | ～2018年3月            | 愛知県          | あまねん                     | 1期生                                           |
| 江口類       | えぐち るい     | 13     | FM         | FM         | -          | -          | -          | ～2018年5月            | 岐阜県          | ちゃんる                     | 1期生                                           |
| 橘ゆい       | たちばな ゆい   | 12     | FM         | AM         | -          | -          | -          | ～2018年6月            | 愛知県          | ゆいぴ                       | 1期生                                           |
| まお         | まお            | 1      | FM         | AM         | -          | -          | -          | ～2019年3月            | 埼玉県          | まおちゃん、 リーダー        | 1期生、初代リーダー (Baby's Breath)             |
| 加藤千晴     | かとう ちはる   | 16     | AM         | FM         | -          | -          | -          | ～2019年5月            | 愛知県          | ちはる、 ちーちゃん          | 1期生                                           |
| 吉川優香     | よしかわ ゆうか | 10     | AM         | AM         | AM         | -          | -          | ～2019年8月            | 愛知県          | よしこ、 よっちゃん          | 1期生 (Baby's Breath)                           |
| 松尾葵姫     | まつお きき     | 6      | FM         | AM         | AM         | FM         | -          | ～2019年12月           | 愛知県 尾張旭市 | ききちゃ                     | 1期生 (140)                                     |
| 星宮かほ     | ほしみや かほ   | 15     | FM         | AM         | FM         | AM         | -          | ～2020年6月            | 愛知県          | かほ                         | 1期生                                           |
| 希咲早希     | きさき さき     | 4      | -          | FM         | FM         | AM         | -          | 2018年7月～2020年6月   | 愛知県          | さき                         | 3期生 (140)                                     |
| 成田かなの   | なりた かなの   | 6      | -          | -          | -          | FM         | AM         | 2019年7月～2020年11月  | 愛知県          | かなちゃん、 ナリータ、高菜  | 4期生                                           |
| 池内七菜     | いけうち なな   | 19     | -          | AM         | FM         | 無所属     | 無所属     | 2017年11月～2020年12月 | 愛知県          | なな                         | 2期生                                           |
| 杉浦沙映     | すぎうら さえ   | 3 → 1  | FM         | FM         | AM         | FM         | FM         | ～2021年1月            | 愛知県          | さえ、すぎ                   | 1期生、2代目リーダー (3trees)                   |
| 大塚南       | おおつか みなみ | 9      | -          | FM         | FM         | AM         | FM         | 2018年7月～2021年2月   | 愛知県          | みなみ、みぃちゃん、つかたん | 3期生、 『工作太朗のジョブナイ』パーソナリティ  |
| 深月ゆうな   | みづき ゆうな   | 2      | AM         | FM         | FM         | AM         | AM         | ～2021年3月            | 愛知県          | ゆうな                       | 1期生 (140)                                     |
| 岡﨑遥       | おかざき はるか | 8      | AM         | FM         | FM         | FM         | FM         | ～2021年3月            | 愛知県          | はるか、おはる、 はーちゃん  | 1期生 (3trees)                                  |
| 桃園えみ     | ももぞの えみ   | 9      | -          | -          | -          | -          | 無所属     | 2020年11月～2021年5月  | 愛知県          | えみちゃん                   | 5期生                                           |
| 渡辺みさき   | わたなべ みさき | 7      | -          | AM         | AM         | AM         | AM         | 2018年7月～2021年8月   | 愛知県          | みさき                       | 3期生                                           |
| 白崎あや     | しろさき あや   | -      | -          | -          | -          | -          | AM         | 2020年8月～2022年3月   | 静岡県          | あやちゃん                   | 5期生                                           |
| 上田ちひろ   | うえだ ちひろ   | -      | -          | -          | -          | -          | FM         | 2020年8月～2022年6月   | 愛知県          | ちー                         | 5期生。上田知宙としてレポートドライバーを兼任。 |
| 小菅玲菜     | こすが れな     | -      | -          | -          | -          | -          | AM         | 2022年2月～2022年11月  | 愛知県          | れな、れなぴょん             | 7期生。レポートドライバーを兼任。               |
| 桜庭彩音     | さくらば あやね | 11     | -          | -          | -          | -          | FM         | 2021年5月～2023年3月   | 岐阜県          | やね、らば                   | 6期生                                           |
| 笠原ひかり   | かさはら ひかり | 5      | -          | -          | -          | -          | AM         | 2018年9月～2023年3月   | 岐阜県          | かさはら、かっさー、かさたん | 3期生、AMキャプテン                             |
| 七瀬澪香     | ななせ みおか   | -      | -          | -          | -          | -          | 無所属     | 2023年1月～2023年4月   | 愛知県          | みおち                       | 7期生                                           |
| 乙葉小夏     | おとは こなつ   | -      | -          | -          | -          | -          | 無所属     | 2022年9月～2023年6月   | 愛知県          |                              | 7期生                                           |
| 真野つぐみ   | まの つぐみ     | -      | -          | -          | -          | -          | FM         | 2023年4月～2024年3月   | 愛知県          | つぐみん                     | 8期生                                           |
| うえだみわこ | うえだ みわこ   | -      | -          | -          | -          | -          | AM         | 2022年9月～2024年5月   | 愛知県          | みわこ様                     | 7期生                                           |
| おうやゆか   | おうやゆか      | AM     | AM         | AM         | AM         | AM         | FM         | 2017年7月～2024年7月   | 愛知県          | おうや                       | 1期生                                           |
| 松浦凛       | まつうら りん   | -      | -          | -          | -          | -          | FM         | 2022年9月～2025年2月   | 愛知県          | りんりん                     | 7期生                                           |
| 南波星那     | なんば せな     | -      | -          | -          | -          | -          | FM         | 2019年7月～2025年3月   | 愛知県          | せなたん                     | 4期生。2024年4月よりレポートキャストを兼任。    |

## 作品
アルバム
- 『らじお女子Ⅰ ～CBC1スタ集合～』
- 『らじお女子Ⅱ ～俺はお前に恋してる、イエッ！タイガー！』

シングル
- 『明日の気分も晴れ』
- 『ラジオが好きなの!!』
- 『朝が来る』
- 『シンプル』
- 『今日だけのメリークリスマス』
- 『らじお女子のうた』
- 『ラジオに恋して』
- 『花言葉/ready to go』(Baby's Breath)
- 『ちゃっちゃっちゃちゃちゃ/タラッタラ』（140）
- 『またあお』
- 『You＆Me』
- 『リスタート/CHANGE』
- 『わたしのキモチ』（3trees）
- 『lost』（TeamFM）
- 『HERO』（TeamAM）
- 『風鈴』
- 『21時のプリンシパル』（大塚南）[11]
- 『朝日がのぼって/Secret Wars』（TeamFM）
- 『ステージに立つ君があまりにも綺麗だったから私はここで恋をする/スタートライン』（TeamAM)
- 『18ライチティー/CBCスマホのうた』

DVD/BD
- 『らじお女子 ワンマンライブ vol.1』
- 『らじお女子 ワンマンライブ vol.2』
- 『らじお女子 ワンマンライブ vol.3』

サブスク
- 『らじお女子 ワンマンライブ vol.1』
- 『らじお女子 ワンマンライブ vol.2』
- 『18ライチティー』
- 『桜舞う春』
- 『準未来』

## 出演

### ラジオ
ゲストとして出演したもの以外、レギュラー・準レギュラーとして出演したものを列記。

#### 現在出演中の番組
- チュウモリ木曜日 推シマシ  - 南波が番組スタート時よりレギュラー出演している。また、笠原が当初は南波の出演できない回など月1回程度出演していたが、2021年4月から7月にかけて南波が休業していた間はほぼ毎回出演し、以降は2人隔週で出演している。笠原卒業後は、太田が月に一度程度出演している。南波卒業後は、太田がほぼ毎回出演している。[12]。
- らじお女子の「ラジオに恋して」 - （2022年4月 - ）番組スタート時は生放送だったが、23年10月の改編から収録放送に切り替わり、そのタイミングでリーダーの小松がパーソナリティ・ディレクター・ミキサー・編集を務めている。

#### 過去の出演
- ナガオカ×スクランブル
- 若狭敬一のスポ音 - ２０２１年10月から2024年3月までのコーナー「らじリク」に出演。
  - 2019年10月から2020年3月まではCBC第1スタジオでの定期公演後に当日参加メンバーから数名が出演していた。
- 私たちがらじお女子です! - （2021年4月1日‐2022年3月）うしみつドキドキ!木曜パーソナリティ[13]。

当初はラジオクラウドで配信を開始。2020年4月～5月は地上波ラジオ番組「オタメシ」木曜日を杉浦と小松が担当、2020年11月～2021年3月までは「ゆるよる」木曜日担当として放送していた。詳しくは当該項目を参照。

### YouTube
これまでの発表作品のミュージックビデオ、有観客ライブ映像の一部、無観客配信ライブのアーカイブ、メンバーのオフショット・トークなど様々な内容を配信している。

#### らじお女子ちゃんねる
CBCグループに参画したテレビ番組制作会社のケイマックスが制作する、テレビバラエティ番組風コンテンツ。一部の回を除きメンバー2～4名が登場し、様々な企画にチャレンジしている。ナレーションは6期生の桜庭が、レギュラーMCはTeamAM担任の酒井直斗が務める。

- ロケは主に名古屋市内の商店街で行われ、毎回1つの店舗を舞台に企画が行われる。2021年中は、お店の代表とメンバーが対決しメンバーが勝った場合はグループの宣伝や店で曲をかけてもらう他、番組がお店のCMを制作していた。2022年に入ってからは、それらに代わってその回の参加メンバーがお店のお手伝い[16]を行い、後日その模様をYouTubeショートでアップしている。

##### 2021年
| 配信日     | 配信日 | 出演者                                          | 企画                                                   |
| ---------- | ------ | ----------------------------------------------- | ------------------------------------------------------ |
| 8月13日    | #1     | 小松・笠原・太田・南波ほか                      | メンバー紹介（前編）                                   |
| 8月20日    | #2     | 上田・おうや・白﨑・水野・桜庭ほか              | メンバー紹介（後編）                                   |
| 8月27日    | #3     | 小松・南波                                      | 世界一長い守口大根でポッキーゲーム対決                 |
| 9月3日     | #4     | おうや・笠原・上田                              | 台湾ラーメン対決                                       |
| 9月10日    | #5     | 南波・水野・桜庭                                | メイドになって接客対決                                 |
| 9月17日    | #6     | 太田・笠原・白﨑                                | イメージメイクアップ対決                               |
| 9月24日    | #7     | 南波・上田・白﨑                                | 投扇興対決                                             |
| 10月1日    | #8     | おうや・水野・桜庭                              | モノボケ笑わせ対決                                     |
| 10月8日    | #9     | 小松・おうや・桜庭                              | 水野さんクイズ                                         |
| 10月１５日 | #10    | 小松・上田                                      | 利き日本茶対決                                         |
| 10月22日   | #11    | 太田・笠原・水野                                | ビンディカ店長ガウタムさんクイズ                       |
| 10月29日   | #12    | 南波・白﨑・桜庭                                | ビリビリゲーム対決                                     |
| 11月5日    | #13    | 小松・笠原・上田                                | パンストかぶってコーラ早飲み対決                       |
| 11月12日   | #14    | おうや・上田・板野                              | リンボーダンス対決                                     |
| 11月19日   | #15    | 小松・おうや・太田・笠原・上田/桜庭・水野・板野 | 特別編「円頓寺商店街でAKB48”根も葉もRumor"踊ってみた」 |
| 12月3日    | #16    | 小松・上田・白﨑                                | ドラムに合わせてヘドバン対決/紙相撲対決                |
| 12月10日   | #17    | 南波・桜庭・板野                                | 顔面洗濯バサミ綱引き/利きサンドウィッチ対決            |
| 12月17日   | #18    | 小松・笠原・南波                                | 上体反らし顔面パイ対決/Tシャツ早破り対決               |
| 12月24日   | #19    | 小松・笠原・水野                                | 卓球的当て対決/しりとり卓球対決                        |

##### 2022年
新年第１回となる#20から、オープニングで新たにメンバーの特技披露ミニコーナーが追加された。
- ♯35で諸事情により新作の制作・配信を一旦休止すると発表した。

| 配信日   | 配信日 | 出演者                                                        | 特技                                                 | 企画                                     |
| -------- | ------ | ------------------------------------------------------------- | ---------------------------------------------------- | ---------------------------------------- |
| 1月7日   | #20    | 太田・南波・水野                                              | 南波『チアリーディング』                             | 半身ヘビ短距離走                         |
| １月14日 | #21    | 小松・南波・上田・桜庭                                        | 小松『韓国人の女の子が彼氏と別れ際に放つ一言』       | パンストBMX                              |
| 1月21日  | #22    | おうや・太田・南波                                            | 太田『おしゃべりしながら卓球のリフティング』         | 奇跡のブサ顔選手権                       |
| 1月30日  | #23    | 小松・おうや・太田・笠原・桜庭・ 水野・板野                   |                                                      | ダイエット大作戦①スタート前に体重測定    |
| 2月4日   | #24    | 太田・南波・水野・板野                                        | 水野『英語』南波『ぐるぐるバット後に英語で自己紹介』 | マウスでお絵描き                         |
| 2月11日  | #25    | 小松・おうや・笠原・水野                                      | 小松「年号を早く言う」                               | おでこの落書き早消し対決                 |
| 2月19日  | #26    | おうや・太田・笠原・水野                                      | 笠原『手を90度曲げられる』                           | 顔面洗濯バサミスマッシュ対決             |
| 2月26日  | #27    | 笠原・桜庭・板野                                              | 桜庭『「炙りカルビ」を連続で言う』                   | こちょこちょ我慢対決                     |
| 3月4日   | #28    | 小松・笠原・水野・白川                                        |                                                      | らじお女子公園三番勝負                   |
| 3月11日  | #29    | 小松・桜庭・水野・小菅                                        |                                                      | 滝行ジェスチャーゲーム対決               |
| 3月18日  | #30    | 小松・おうや・太田・笠原・南波・ 桜庭・水野・板野・小菅・白川 |                                                      | 抜き打ち体重チェック                     |
| 3月25日  | #31    | おうや・太田・笠原・南波                                      |                                                      | パンストバンジー風船割り対決             |
| 4月8日   | #32    | 小松・おうや・笠原・南波・ 桜庭・水野・板野・白川             |                                                      | 新曲「桜舞う春」MV撮影会                 |
| 4月15日  | #33    | 小松・おうや・笠原・南波・ 桜庭・板野・白川                   |                                                      | 中部電力MIRAI TOWER 階段垂直マラソン対決 |
| 4月22日  | #34    | 小松・おうや・南波・水野                                      |                                                      | ディスりマイクパフォーマンス対決         |
| 4月29日  | #35    | おうや・笠原・桜庭・板野                                      |                                                      | らじお女子chクイズ王決定戦               |

### ライブ・イベント
- SYACHI FES 2017[17][18]
- CBCラジオ夏祭り2017[19][20]
- CBCラジオ公開録音inなばなの里[21]
- はやぶさ夏祭りだよ!!2017 in Zeep Nagoya
- 力雅祭り vol.5 ～本祭～[22]
- CBC秋祭り2017 in 蒲郡
- CBCラジオプレゼンツ スターダスト営業所祭りwithらじお女子[23][24]
- メ〜テレ開局55周年記念 BOMBER-E LIVE CIRCUIT 2018[25]
- らじお女子ワンマンライブ vol.1(名古屋市芸術創造センター)
- 春の終活文化祭～シニアにYELL！～（出演:吉川優香、橘ゆい、池内なな）
- うMAX!!!アーティストライブ
- SYACHI FES 2018[26]
- HOTLINE2018 島村楽器名古屋パルコ店 店ライブ[27]（出演：Baby's Breath）
- CBCラジオ夏祭り2018
- サンモリッツアフター5コンサート「渡辺美香のWhat a Wonderful World ～Jazz Night～CBCラジオ公開収録スペシャルLIVE！」[28]（出演:まお、吉川優香、橘ゆい、池内なな）
- MORNING SET vol.1～ナゴヤとナガオカとアイドルと～
- スポーティブ・ライフin瑞穂(2018年)[29]
- MORNING SET vol.2～ナゴヤとナガオカとアイドルと～
- 力雅祭り vol.11 ～逆襲のトナカイ～[30]
- セントレア空港音楽祭2019
- らじお女子ワンマンライブ vol.2(BM THEATER)
- TEAM SHACHI Twenties Talk Trip vol.1
- MORNING SET vol.3～ナゴヤとナガオカとアイドルと～
- TEAM SHACHI Twenties Talk Trip vol.2
- 栄ミナミ音楽祭 '19
- MORNING SET vol.4～ナゴヤとナガオカとアイドルと～[31]
- 「渡辺美香のWhat a Wonderful World 公開収録 in THREE PLACE」(出演:小松吏穂)
- CBCラジオ夏祭り2019
- チキンラーメン バースデイイベントinイオンモール名古屋茶屋[32]
- 「つボイノリオの聞けば聞くほど」金太マルシェ
- 力雅祭り vol.11 ～本祭3～[33]
- RKBラジオまつり2019 (出演:杉浦沙映、小松吏穂、松尾葵姫、南波星那)
- 2019ひろしまフードフェスティバル[34] (出演:3trees)
- CBCラジオネットで夏まつり2020[注 13]
- TEAM SHACHI TwentiesTalkTripオープニングアクト
- CBCラジオネットで夏まつり2021
- CBCラジオネットて秋まつり2021
- CBCラジオ夏まつり2022
- CBCラジオ秋まつり2022
- CBCラジオ夏まつり2023
- なごやエンタメ祭り2023
- CBCラジオ夏まつり2024
- らじお女子ワンマンライブ vol.2(BM THEATER)